# 利普西
利普西（希臘語：Λειψοί），是希腊南愛琴大區卡利姆诺斯专区的市镇。市镇面积为17.35平方公里，2021年人口数量为778人。
利普西市镇包括利普西島及众多小岛。这些岛屿均属于佐澤卡尼索斯群島。